# Ян Волкерс
Ян Хендрик Волкерс (на нидерландски: Jan Hendrik Wolkers) е холандски писател, художник и скулптор.
В следвоенната холандска литература той се споменава често като един от „Голямата четворка“. „Голямата четворка“ са Вилем Фредерик Херманс, Хари Мюлис, Герард Реве и самият Ян Волкерс. Понякога Волкерс бива изключен и се говори за „Голяма тройка“.
Волкерс произлиза от реформистка среда, от която се отказва като тийнейджър. Реформисткият му произход често се връща по различен начин в романите му. Освен това романите му се отличават с откритата си сексуалност; той е един от първите писатели, които стигат толкова далеч.
След 1980 г. Волкерс живее във Вестерминт на о-в Тексел. Неговите скулптури често стават жертва на вандализъм.
Най-често използваните в книгите на Волкерс теми са автобиографични, секс и непоносимостта към родители и роднини.

## Филмирани книги
Пет книги на Ян Волкерс са филмирани.
- „Нещо сладко“ (Turks fruit, 1973) режисьор: Паул Верхувен, с Рютгер Хауер и Моник ван де Вен
- Kort amerikaans (1979) режисьор: Гуидо Питерс, с Дерек де Линт и Йоп Адмирал
- Brandende liefde (1983) режисьор: Ате де Йонг, с Петер Ян Ренс и Моник ван де Вен
- Een roos van vlees (шведски) (1985) режисьор: Йон Линдстрьом
- Terug naar Oegstgeest (1987) режисьор: Тео ван Гог с Том Янсен и Герт де Йонг